# Mesoleptidea petiolator
Mesoleptidea petiolator là một loài tò vò trong họ Ichneumonidae.